# Podatus
Il pes, chiamato anche podatus (dal latino piede), è un neuma utilizzato nel canto gregoriano.

Rappresenta un gruppo di due note ascendenti, quella inferiore viene cantata prima dell'altra.
Il pes serve spesso di supporto all'accento delle parole nelle formule semi-recitative, lo si chiama in questo caso "pes d'accento".
La sua forma corsiva, il pes rutundus  deriva dalla grafia dell'accento anticirconflesso, un accento grave seguito da un accento acuto. Nella notazione quadrata l'accento grave è ridotto alla nota di base, mentre l'accento acuto resta materializzato dalla linea verticale che unisce le due note.
Il pes può essere episemato sulla seconda nota , in questo caso la prima resta sempre leggera.
Il pes con l'episema sulla prima nota è detto pes quadratus .
Nella notazione corsiva, il pes risulta dalla legatura tra un punctum ed una virga, mentre il pes quadratus deriva da un tractulus.
Della stessa famiglia dell'oriscus, il pes quassus  non ha la stessa etimologia e risulta più prossimo al salicus.
Nella notazione quadrata, il pes si ritrova spesso all'inizio di un gruppo neumatico , davanti ad una nota più elevata. Si tratta di una notazione convenzionale per due punctum che precedono il neuma, che diventa praepunctis, cosa che la notazione di san Gallo  mostra bene. Una notazione rispettosa di questa etimologia andrebbe piuttosto scritta così .